# Icalma
Icalma (en idioma mapudungún significa "espejo de agua") es un poblado o villa de la zona cordillerana en la comuna de Lonquimay, Región de La Araucanía, con costumbres y valores propios de las comunidades pehuenches que lo habitan, en coexistencia armónica con el medio ambiente y la conservación de sus recursos naturales.
En el poblado se encuentra la aduana chilena del Paso Icalma, la cual conecta con Villa Pehuenia en Argentina, el cual está a 11 kilómetros. El poblado se ubica a 130 kilómetros de Temuco y a 780 de Santiago, a orillas del Lago Icalma, el cual le da el nombre al poblado. Se encuentra a escasos kilómetros de la Laguna Galletué, la Batea Mahuida, y Melipeuco, importantes atractivos de la región. Este lugar se caracteriza por la unión de la cultura pehuenche y occidental.
En sus paisajes destacan lagos, ríos correntosos, rodeados de bosques de araucarias, coigües y ñirres. Entre las especies faunísticas se encuentran el pudú, puma, cauquenes, traros, y carpinteros.
Entre los recursos tradicionales es muy importante la recogida de piñones de las araucarias.

## Galería

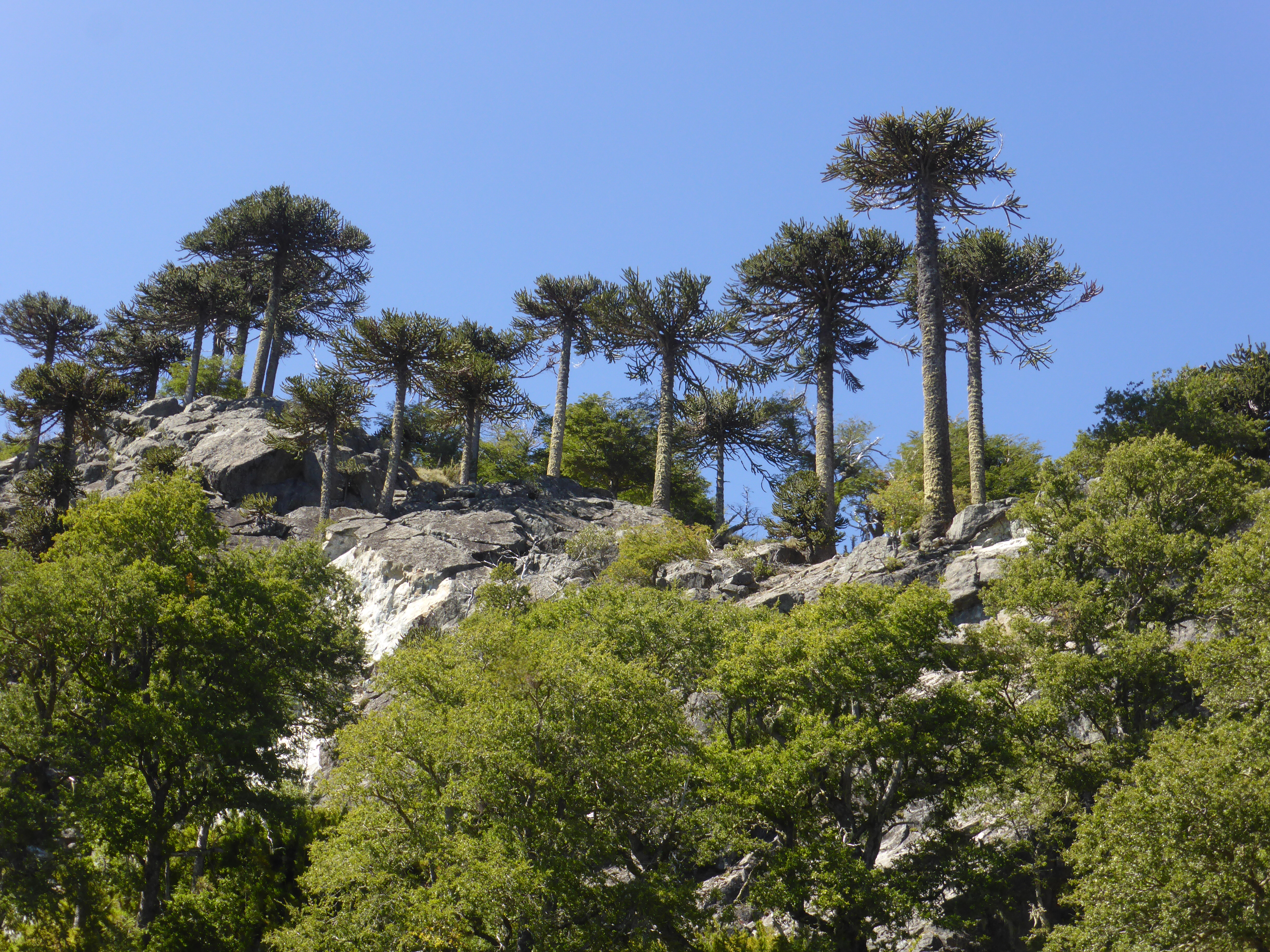
En lo alto, bosque de Araucaria araucana.
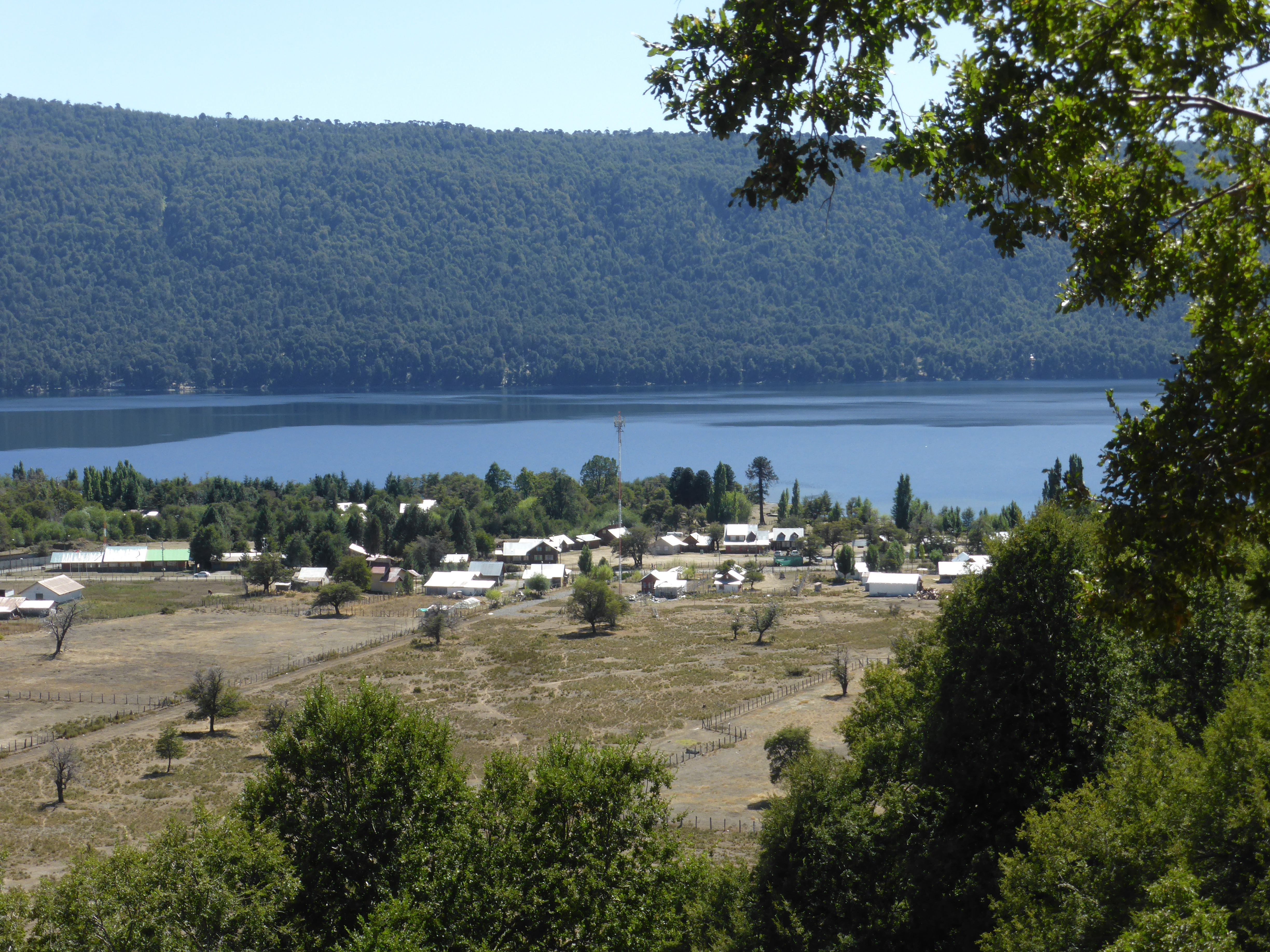
Villa Icalma y Lago Icalma.
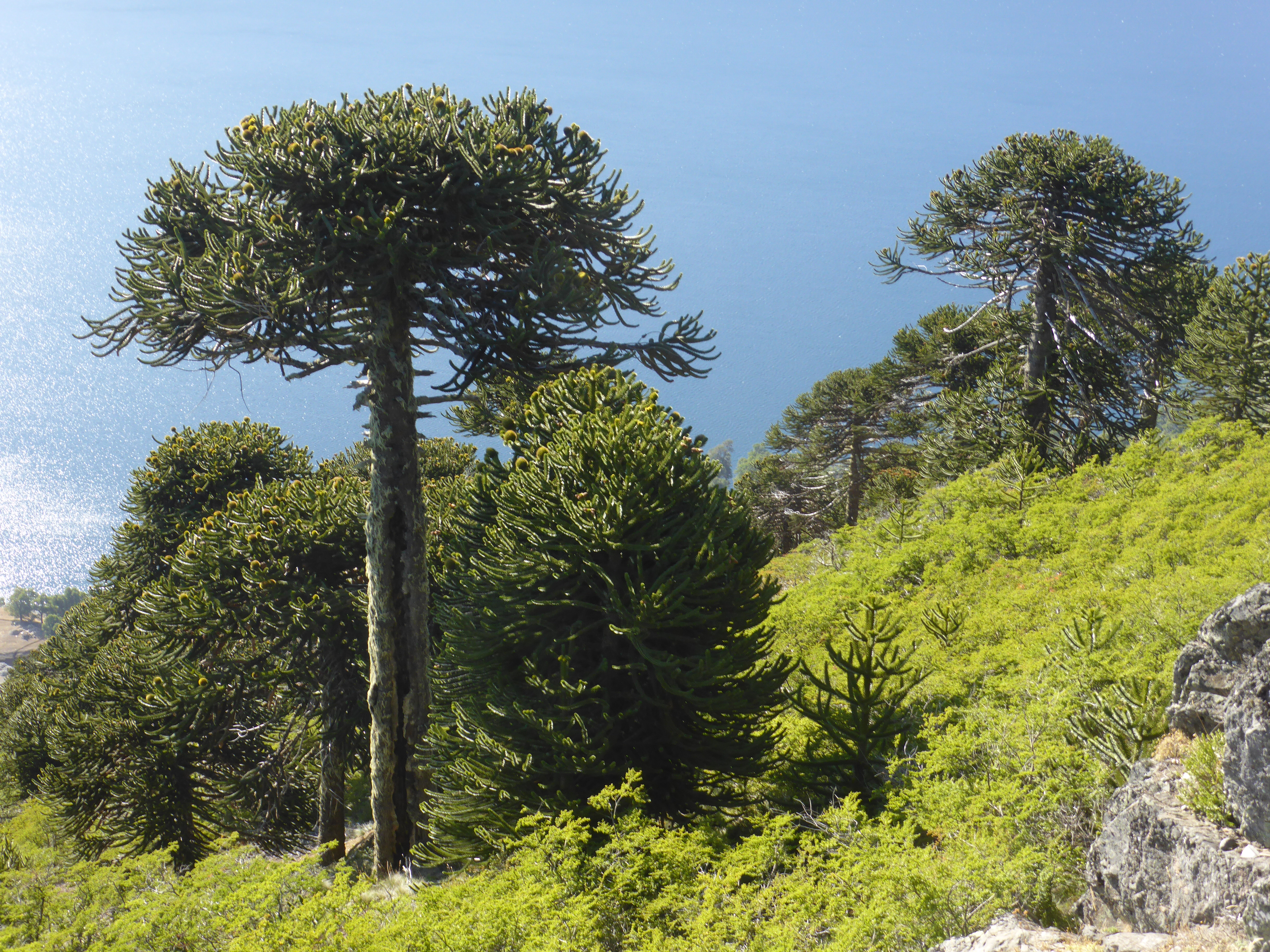
Araucarias.
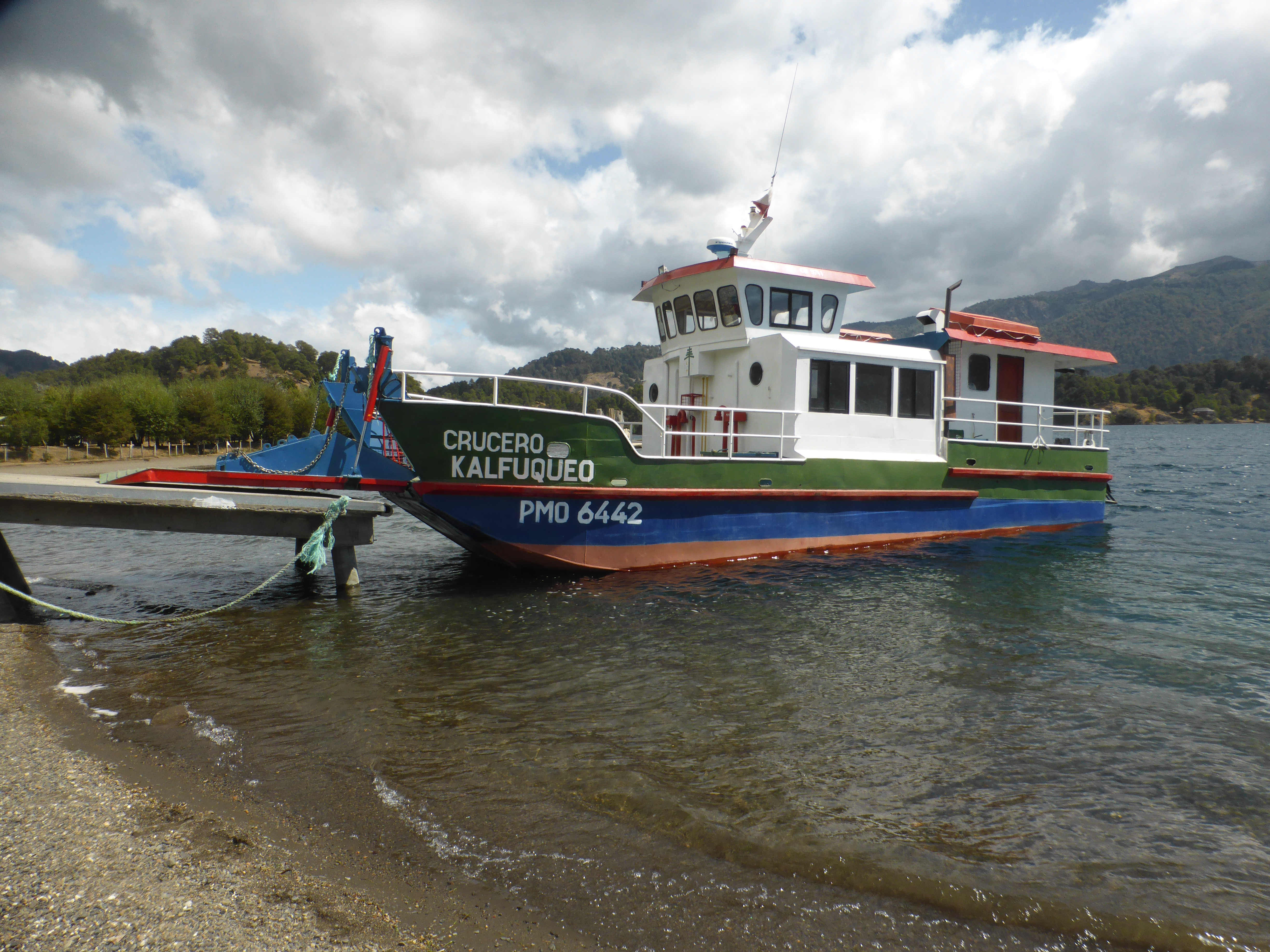
Embarcación "Crucero Kalfuqueo", en el lago.

## Medios de comunicación

### Radioemisoras
FM
- 99.5 MHz - Radio Mirador